# François Laumonier
François Laumonier   (Bordeus, 10 de setembre de 1949) és un diplomàtic francès. És fill d'un cirurgià, professor de la Facultat de Medicina de Bordeus. Va estudiar a l'escola Saint Genès, després va estudiar dret i ciències polítiques abans d'ingressar al Ministeri d'Afers Exteriors el 1973.

## Carrera diplomàtica
François Laumonier va ser secretari de l'ambaixada a Bamako (Mali), a Dublín (Irlanda), abans de ser cridat al servei de protocol, al Ministeri d'Afers Exteriors, després a la Presidència de la República. Després va esdevenir cap de gabinet de Pierre Bérégovoy, primer secretari de l'ambaixada a Washington (Estats Units), director general de l'Agència de Cooperació Tècnica, Industrial i Econòmica, subdirector de recursos humans del MAE aleshores cònsol general de França a Ginebra. del 2001 al 2005, on va ser vicedegà del cos consular6, després es va incorporar a la inspecció general d'afers exteriors (2005-2008). Va ser nomenat pel govern com a ambaixador francès extraordinari i plenipotenciari a Lituània el 19 de setembre de 2008.